# 微体鞘群海葵
微体鞘群海葵（学名：Epizoanthus illoricatus）为鞘群海葵科鞘群海葵属的动物。分布于菲律宾以及中国东海等海域， 群体位于石灰质块上。